# Amesschlag
Amesschlag este o arie protejată (sit de importanță comunitară — SCI) din Austria întinsă pe o suprafață de 28,4 ha, integral pe uscat.

## Localizare
Centrul sitului Amesschlag este situat la coordonatele 48°32′53″N 14°15′14″E / 48.548°N 14.254°E.

## Înființare
Situl Amesschlag a fost declarat sit de importanță comunitară în noiembrie 2018 pentru a proteja un număr necunoscut de specii din flora spontană și fauna sălbatică aflate în arealul zonei.

## Biodiversitate
Situată în ecoregiunea continentală, aria protejată conține 3 habitate naturale: Cursuri de apă de la nivel de câmpie la nivel montan, cu vegetație Ranunculion fluitantis și Callitricho-Batrachion, Formațiuni ierboase bogate în specii de Nardus, dezvoltate pe substraturi silicioase în zone montane (și în zone submontane, în Europa continentală), Fânețe montane.
La baza desemnării sitului se află un număr nedeclarat de specii protejate.